# Uld og plantefarve
|  | Denne artikel er oprettet af botten Steenthbot ud fra en ekstern database. Den kan derfor have sproglige fejl eller mangler. Denne skabelon kan fjernes efter kontrol af indholdet. |

Uld og plantefarve er en dansk dokumentarfilm fra 1980 instrueret af Hannah Lowy, Birte Christensen og Janne Christensen og efter manuskript af Janne Christensen, Hannah Lowy og Birte Christensen.

## Handling
Filmen viser arbejdsgangen fra får til trøje. Det vises, hvor stor den afklippede uld er, når den ligger strakt ud på jorden. Derefter følger vasken og tørringen af ulden. Ulden kartes, og når garnet er nået så langt, samler børn (skoleklasse på lejrskole) blade i grøftekanten til brug for farvningen af garnet. Børnene væver det farvede garn. Filmen henvender sig til håndarbejdsundervisning, men dens beskrivelse af et traditionelt håndværks arbejdsgang har også til formål at give et alment publikum et indblik i en proces, der har været almindelig i andre tider.